# عبد الله البريكي
عبد الله البريكي (12 أغسطس 1987 -)، لاعب كرة قدم كويتي. وقد بدأ باللعب مع نادي السالمية في موسم 2007/2008 حتى منتصف موسم 2010/2011 حيث انتقل إلى نادي صلالة العماني، وفي منتصف العام 2011 انتقل إلى نادي الكويت بصفقه قدرت ب 100 ألف دينار لمدة 4 مواسم.
في يوم 16 ديسمبر 2008 حصل على المركز الأول في استفتاء جريدة الوسط الكويتية لاختيار أفضل لاعب صاعد في الكويت في عام 2008 متفوقا على لاعب نادي القادسية الكويتي عبد العزيز المشعان.
في يوم 2 ديسمبر 2008 أعلن محمد إبراهيم عن ضمه إلى التشكيلة الأولية لمنتخب الكويت المشارك في كأس الخليج 2009.
شارك مع المنتخب الكويتي في كاس الخليج 20 والذي حقق لقبه المنتخب الكويتي للمره ال 20.
وكان ضمن التشكيلة الأولية لكأس آسيا 2011 ولكن اصابته في (العضلة الضامه) في معسكر القاهرة حرمته من المشاركة.

## روابط خارجية
- عبد الله البريكي على موقع قاعدة بيانات كرة القدم.إي يو (الإنجليزية)
- عبد الله البريكي على موقع ناشيونال فوتبول تيمز (الإنجليزية)
- عبد الله البريكي على موقع Soccerway.com (الإنجليزية)